# Julio Mathías
Julio Mathías Lacarra (Málaga, 7 de diciembre de 1921 - Madrid, 22 de septiembre de 2002) fue un ensayista y dramaturgo español.

## Biografía
Siendo aún muy joven, a finales de la década de 1930 se inició colaborando con Radio Nacional de España en su ciudad natal. Poco después se instaló en Madrid, donde desarrolló prácticamente casi toda su trayectoria profesional. Entre sus piezas de ensayo pueden mencionarse El Marqués de Valdeflores: su obra y su tiempo (1959), Moratín, estudio y antología (1964), Un dramaturgo del siglo XVII: Francisco de Leiva o Torres Villarroel: su vida, su obra, su tiempo (1971).
Prolífico autor teatral, escribió decenas de obras, la mayor parte comedias burguesas del gusto del público madrileño. No especialmente apreciado por la crítica, gozó, sin embargo, del favor del público y algunos de sus montajes superaron las mil representaciones.
Entre su amplia trayectoria cabe mencionar títulos como Mamá estrena secretario, Julieta tiene un desliz (1971), Amor en blanco y negro (1972), Un paleto con talento (1975), Prohibido seducir a los casados (1977), Casado de día, soltero de noche (1978) y Un sastre a la medida (1979).
Fue miembro de la Real Academia de Bellas Artes de San Telmo, Consejero de la SGAE y miembro de la Asociación de Escritores y Artistas Españoles.
Desde 1998 tiene una calle en su ciudad natal.